# Фролик, Энн
Энн Фролик (англ. Anne Froelick; 8 декабря 1913, Хинсдейл, Массачусетс — 26 января 2010, Лос-Анджелес, Калифорния) — американская сценаристка, драматург и романист.

## Биография
Родилась в 1913 году в Хинсдейле, штат Массачусетс, училась в Колледже Смита.
В возрасте 19 лет переехала в Нью-Йорк, чтобы попытаться начать актёрскую карьеру, работала моделью.
В 1938 году устроилась работать секретарём у сценариста Говарда Коха который по её словам «вскоре начал давать мне диалоги для написания и некоторые сцены, и он поощрял меня к творчеству», участвовала в написании сценария его радиопостановки «Война миров», а когда Кох в 1940 году сал работать сценаристом на киностудии Warner Brothers помогала ему в написании сценария фильма «Письмо», после чего кинокомпания заключила с ней контракт на работу сценаристом и в следующем году совместно с Кохом написала сценарий фильма «Сияющая победа» по пьесе Арчибальда Кронина.
Но карьера сценаристки была недолгой, работала сосценаристом лишь нескольких фильмов: «Раса господ» (1944), «Гаррьет Крэйг» (1950).
Будучи активисткой в таких сферах как борьба с фашизмом, профсоюзное движение, борьба с расовой сегрегацией, вступила в Коммунистическую партию США.
В 1953 году в эпоху «маккартизма» была включена в «Чёрный список Голливуда», гонениям подвергся и её муж, которого выгнали с работы планировщика производства в корпорации Lockheed.
Три года семья жила без работы. Продолжала пытаться зарабатывать на жизнь как писательница, используя свою фамилию по мужу, в соавторстве написала роман «Продолжай, несмотря ни на что», который был опубликован издательством «Simon & Schuster» в 1956 году, написала четыре пьесы, которые были поставлены провинциальными театрами, также анонимно редактировала и писала для подруги, которая писала сценарии «мыльных опер».
Умерла в 2010 года в возрасте 96 лет в доме престарелых в Лос-Анджелесе.